# Pontes e Lacerda
Pontes e Lacerda – miasto i gmina w Brazylii, w stanie Mato Grosso.